# 임혜영
임혜영(1982년 10월 28일 ~ )은 대한민국의 뮤지컬 배우이다.

## 학력
- 강일여자고등학교 (졸업)
- 숙명여자대학교 성악학과 (졸업) (2001년 ~ 2006년)

## 작품

### 드라마
- 《오 마이 금비》 (KBS2, 2016년) - 강민아 역
- 《결혼작사 이혼작곡》 (TV조선, 2021년) - 남가빈 역
- 《결혼작사 이혼작곡 2》 (TV조선, 2021년) - 남가빈 역
- 《신사와 아가씨》 (KBS2, 2021년) - 영애 역 (특별출연)
- 《결혼작사 이혼작곡 3》 (TV조선, 2022년) - 남가빈 역

### 뮤지컬
- 2006년 《드라큘라》 (앙상블) 한전아트센터
- 2006년 《살인사건》 (세희 역) 대학로 PMC자유극장
- 2006년 《판타스틱스》 (루이자 역) 동숭아트센터 소극장
- 2007년 《사랑은 비를 타고》 (유미리 역) 대학로 인켈아트홀 1관
- 2007년~2008년 《그리스》 (샌디 역) 코엑스 오디토리움
- 2008년 《그리스》 (샌디 역) 동숭아트센터 동숭홀
- 2008년 《마이 페어 레이디》 (엘리자 두리틀 역) 세종문화회관 대극장
- 2008년 《로미오와 줄리엣》 (줄리엣 역) LG아트센터
- 2008년~2009년 《지킬앤하이드》 (엠마 역) LG아트센터
- 2009년 《브로드웨이 42번가》 (페기 소여 역) LG아트센터
- 2009년 《오즈의 마법사》 (도로시 역) 세종문화회관 대극장
- 2010년 《미스 사이공》 (킴 역) 충무아트홀 대극장
- 2010년 《젊은 베르테르의 슬픔》 (롯데 역) 유니버설아트센터
- 2011년 《그리스》 (샌디 역) 한전아트센터
- 2011년 《투란도트》 (류 역) 대구오페라하우스 - 제5회 대구국제뮤지컬페스티벌
- 2011년 《그리스》 (샌디 역) 올림픽공원 우리금융아트홀
- 2011년 《바람의 나라》 (사비 역) 충무아트홀 대극장
- 2011년~2012년 《미스 사이공》 (킴 역) 지방순회공연
- 2012년 《투란도트》 (류 역) 대구오페라하우스 - 제6회 대구국제뮤지컬페스티벌
- 2012년 《두 도시 이야기》 (루시 마네뜨 역) 충무아트홀 대극장
- 2013년 《레베카》 (나 역) LG아트센터
- 2013년 《두 도시 이야기》 (루시 마네뜨 역) 샤롯데씨어터
- 2013년~2014년 《카르멘》 (카타리나 역) LG아트센터
- 2014년 《태양왕》 (마리 역) 블루스퀘어 삼성전자홀
- 2014년 《레베카》 (나 역) 블루스퀘어 삼성전자홀
- 2015년 《팬텀》 (크리스틴 다에 역) 충무아트홀 대극장
- 2015년 《아리랑》 (방수국 역) LG아트센터
- 2015년~2016년 《투란도트》 (류 역) 디큐브아트센터
- 2016년 《드라큘라》 (미나 머레이 역) 세종문화회관 대극장
- 2016년 《브로드웨이 42번가》 (페기 소여 역) 예술의전당 CJ토월극장
- 2017년 《키다리 아저씨》 (제루샤 애봇 역) DCF대명문화공장 1관 비발디파크홀
- 2017년 《투란도트》 (류 역) 대구오페라하우스 - 제11회 대구국제뮤지컬페스티벌
- 2017년~2018년 《타이타닉》 (캐롤라인 네빌 역) 샤롯데씨어터
- 2018년 《용의자 X의 헌신》 (야스코 역) DCF대명문화공장 1관 비발디파크홀
- 2018년 《키다리 아저씨》 (제루샤 애봇 역) 백암아트홀
- 2018년 《젠틀맨스 가이드》 (시벨라 홀워드 역) 홍익대아트센터
- 2019년 《안나카레니나》 (키티 세르바츠카야 역) 블루스퀘어 인터파크홀
- 2020년 《드라큘라》 (미나 머레이 역) 샤롯데씨어터
- 2021년~2022년 《레베카》 (나 역) 충무아트센터 대극장

### 예능
- 2011년 《남자의 자격》 청춘합창단 보컬 트레이너
- 2012년 《새러데이 나잇 라이브 코리아 시즌 2 크루》

## 수상
- 2009년 제3회 더 뮤지컬 어워즈 여우신인상(마이페어레이디, 지킬앤하이드)
- 2009년 제15회 한국뮤지컬대상시상식 여우신인상(브로드웨이 42번가)
- 2011년 제5회 대구뮤지컬어워즈 여우조연상(투란도트)